# Hans-Peter Sültenfuß
Hans-Peter Sültenfuß (* 12. Oktober 1926 in Düsseldorf; † 25. Januar 2018) war ein deutscher Eishockeyfunktionär und Mitglied der Hockey Hall of Fame Deutschland.

## Leben
Hans-Peter Sültenfuß war als Schwimmer, Wasser- und Handballer aktiv. Ab dem Jahr 1947 war er in zahlreichen Funktionen für die Düsseldorfer EG, u. a. als Organisationschef, Teammanager, PR-Manager und Medienbetreuer tätig.
Hans-Peter Sültenfuß war insgesamt dreimal (Adelheid Sültenfuß, Brigitta Sültenfuß, Tatjana Sültenfuß) verheiratet. 2015 heiratete Sültenfuß (88-jährig), zwei Jahre nachdem seine Ehefrau Brigitta 2013 verstorben war, die 44-jährige Präsidentin des Sportakrobatikverbandes, Tatjana Belovenceva.
Aus seiner ersten Ehe ging sein einziger Sohn Dirk-Peter Sültenfuß (* 1958) hervor. Dieser ist der Vorsitzende der DEG-Eishockey-Nachwuchsförderung e. V. und Mitglied des Stadtrates Düsseldorf (seit 1999).

„Anlässlich seines 70. Geburtstages wurde sogar einmal ein Eishockey-Bundesligaspiel verlegt. Das ist mittlerweile 20 Jahre her und bis heute einmalig.“

## Auszeichnungen
Sültenfuß wurde 1998 mit dem Bundesverdienstkreuz ausgezeichnet und 2012 in die deutsche Eishockey Hall of Fame aufgenommen. Des Weiteren wurde Hans-Peter Sültenfuß mit dem Landesorden Nordrhein-Westfalen ausgezeichnet.